# Martí Llauradó i Torné
Martí Llauradó i Torné (* 8. Januar 1947 in Barcelona) ist ein ehemaliger katalanischer Singer-Songwriter, Mitglied der Gruppe Els Setze Jutges und Sohn des noucentistischen Bildhauers Martí Llauradó i Mariscot.

## Leben und Werk
Llauradó war Musikstudent, als er 1965 als zehnter „Richter“ Mitglied der Sechzehn Richter wurde. Er spielte nur einige wenige EPs ein. Er war ein Komponist und Interpret mit anerkanntem Erfolg in der Musik. Er vertonte Texte von Dichtern und führte diese auf. Insbesondere vertonte er Texte von Joan Salvat-Papasseit. Seine Mitwirkung als Singer-Songwriter im Bereich der Nova Cançó Catalana währte nur kurze Zeit. Er verließ die Bewegung Ende der 1960er Jahre nach einigen Erfolgen beim katalanischen Publikum. Später arbeitete er im Bereich der Werbung.
Joan Manuel Serrat nahm auf seinem der Nova Cançó Catalana gewidmeten Album Banda sonora d'un temps, d'un país das von Martí Llauradó vertonte Gedicht Venedor d'amor („Verehrer der Liebe“) von Joan Salvat-Papasseit auf. Bereits 1977 hatte Serrat das unveröffentlichte und von Llauradó vertonte Stück Pantalons llargs („Lange Hosen“) in sein Album Res no és mesquí aufgenommen.
2007 erhielt Martí Llauradó für seine Leistungen im Bereich der katalanischen Sprache und Kultur zusammen mit allen zu diesem Zeitpunkt noch lebenden Richterkollegen die Ehrenmedaille des katalanischen Parlamentes.